# الاتفاقية المتعلقة بوضع الأشخاص عديمي الجنسية
الاتفاقية المتعلقة بوضع الأشخاص عديمي الجنسية هي معاهدة متعددة الأطراف للأمم المتحدة لعام 1954 تهدف إلى حماية الأفراد عديمي الجنسية.

## الأحداث المحيطة
حدثت الموافقة على ميثاق الأمم المتحدة والإعلان العالمي لحقوق الإنسان في 10 ديسمبر عام 1948. على جانب من الأهمية، تؤكد المادة 15 من الإعلان التالي:
1. كل الأشخاص لديهم الحق في الحصول على جنسية.
2. لا يُحرم أي شخص تعسفيًا من جنسيته أو يُرفَض له تغيير جنسيته.

صدرت الاتفاقية المتعلقة بوضع الأشخاص عديمي الجنسية في 28 يوليو 1951. لم تتضمن على أي محتوى بخصوص حالة الأشخاص عديمي الجنسية ولم يكن هناك بروتوكول يتعلق بالإجراءات الواجبة للتأثير على تقليل حالة انعدام الجنسية، على الرغم من وجود نية سابقة بذلك.
في 26 أبريل عام 1954، تبنى المجلس الاقتصادي والاجتماعي للأمم المتحدة قرارًا بعقد مؤتمر للمفوضين «لتنظيم وتحسين وضع الأشخاص عديمي الجنسية باتفاق دولي»
تبنّى المؤتمر الذي تلاه الاتفاقية في 28 سبتمبر عام 1954.
دخلت الاتفاقية حيز التنفيذ في 6 يونيو عام 1960.

## المحتوى الدائم الرئيسي للاتفاقية
المادة 1
تنطبق الاتفاقية على الأشخاص عديمي الجنسية تحت حماية المفوضية السامية للأمم المتحدة لشؤون اللاجئين وليس أولئك الذين تحت حماية وكالات الأمم المتحدة الأخرى. ولا تنطبق على الأشخاص الذين يملكون حقوقًا والتزامات معترف بها من قبل بلدهم الذي يقيمون فيه كأشخاص غير مميزين عن الأشخاص المرتبطين بجنسية ذلك البلد. لا تنطبق على مجرمي الحرب أو مرتكبي جرائم ضد البشرية أو ضد السلام. لا تنطبق على أولئك الذين أثبتوا بأنهم أعداءٌ للسلام والتعاون الدولي.
المادة 7
على الدول المتعاقدة أن تمنح الأشخاص عديمي الجنسية نفس المعاملة التي تمنحها للأجانب بصورة عامة.
المادة 8
لا تُتخذ «إجراءات استثنائية» ضد الأشخاص عديمي الجنسية في الدول المتعاقدة بسبب جنسيتهم السابقة.
المادة 9
من الممكن اتخاذ إجراءات مؤقتة تؤثر على الأشخاص عديمي الجنسية في وقت الحرب أو الطوارئ القصوى حيث يكون الأمن القومي موضع خلاف.
المادة 10
الترحيل القسري للأشخاص عديمي الجنسية من أراضي الدولة المتعاقدة بسبب الحرب العالمية الثانية يُعتبر ضمن فترة الإقامة في أراضيها.
المادة 11
تنبيه للدول بإظهار التعاطف مع البحار عديم الجنسية الذي يعمل بشكل منتظم على سفن تحمل علم تلك الدولة.
المادة 12
الحالة الشخصية (كالحالة الزوجية) للشخص عديم الجنسية أن تُحكم من قِبَل قانون موطنه قبل قانون محل إقامته/إقامتها.
المادة 13
ألا يكون الحق في التملك أقل من ذلك الممنوح للأجانب بصورة عامة.
المادة 14
ألا يكون حق الملكية الفكرية أقل من ذلك الذي تمنحه الدولة المتعاقدة لمواطنيها.
المادة 15
ألا تكون حرية التنظيم أقل من تلك الممنوحة للأجانب بصورة عامة.
المادة 16
عدم التمييز ضد الشخص عديم الجنسية في توفير «ضمان للمصاريف والعقوبات الناتجة»، أو غير ذلك من قبل المحاكم في الدول المتعاقدة.
المادة 17-19
معاملة الأشخاص عديمي الجنسية بنفس مستوى معاملة الأجانب على الأقل بصورة عامة فيما يتعلق بالمشاركة في الأعمال مدفوعة الأجر.
المادة 20-30
معاملة الأشخاص عديمي الجنسية ليس أقل من مستوى معاملة المواطنين بالنسبة للتقنين، السكن، التعليم الحكومي، والإعانة عامة.
المادة 24
ملحق المواد 20-23 لتشريع العمل والضمان الاجتماعي.
المادة 27
عند الطلب، على البلدان المتعاقدة إصدار وثائق سفر وبطاقات تعريفية للأشخاص عديمي الجنسية داخل أراضيهم.
المادة 29
عدم التمييز ضد الأشخاص عديمي الجنسية في الرسوم المالية.
المادة 30
السماح للأشخاص عديمي الجنسية بنقل ممتلكاتهم إلى مكان إعادة توطينهم.
المادة 31
عدم ترحيل الأشخاص عديمي الجنسية إلا عندما يشكلون خطرًا على الأمن القومي أو النظام العام.
المادة 34
النزاعات المتعلقة بالتفسير بين الدول الأطراف تحال بشكل نهائي إلى محكمة العدل الدولية (ICJ).
البنود الباقية
التطبيق الإقليمي، البند الاتحادي، التوقيع، التصديق ودخولها لحيز التنفيذ.

## الدول الأطراف
اعتبارًا من سبتمبر 2016، الأمم المتحدة، أمينة الاتفاقية، تدون 91 طرفًا في الاتفاقية؛ وقعت دولتان (الكرسي الرسولي وكولومبيا) على الاتفاقية، ولكنهما لم تُقِرَّاها. الأطراف الـ 91 هم:
ألبانيا، الجزائر، أنتيغوا وبربودا، الأرجنتين، أرمينيا، أستراليا، النمسا، أذربيجان، بربادوس، بلجيكا، بليز، بنين، بوليفيا، البوسنة والهرسك، بوتسوانا، البرازيل، بلغاريا، بوركينا فاسو، تشاد، تشيلي، كوستاريكا، ساحل العاج، كرواتيا، جمهورية التشيك، الدنمارك، إكوادور، السلفادور، فيجي، فنلندا، فرنسا، غامبيا، جورجيا، ألمانيا، اليونان، غواتيمالا، غينيا، غينيا بيساو، هايتي، هندوراس، المجر، إيرلندا، إسرائيل، إيطاليا، كيريباتي، لاتفيا، ليسوتو، ليبيريا، ليبيا، ليختنشتاين، ليتوانيا، لوكسمبورغ، ملاوي، مالي، المكسيك، الجبل الأسود، موزامبيق، هولندا، نيكاراغوا، النيجر، نيجيريا، مقدونيا الشمالية، النرويج، بنما، باراجواي، بيرو، الفلبين، البرتغال، كوريا الجنوبية، مولدوفا، رومانيا، رواندا، السنغال، صربيا، سيراليون، سلوفاكيا، سلوفينيا، إسبانيا، سانت فينسنت والغرينادين، سوازيلاند، السويد، سويسرا، تركيا، ترينيداد وتوباغو، تونس، تركمانستان، أوغندا، أوكرانيا، المملكة المتحدة، أوروغواي، زامبيا، زيمبابوي.
هايتي هي آخر من انضَّم إلى الاتفاقية، في تاريخ 27 سبتمبر 2018.
ألغت مدغشقر انضمامها لعام 1962، يسري مفعوله في 2 أبريل 1966. ومددت المملكة المتحدة الاتفاقية إلى هونغ كونغ البريطانية، وأعلنت الصين أن الاتفاقية ما تزال تنطبق على هونغ كونغ بعد عام 1997.